# Irish Open (Golf)
Die Irish Open sind ein Golfturnier der European Tour, das jährlich ausgetragen wird. Seit der ersten Austragung des Turniers 1927 gab es mehrere Unterbrechungen: wegen des Zweiten Weltkrieges von 1940 bis 1945 und wegen finanzieller Probleme 1951, 1952 und von 1954 bis 1975. Zwischen 1963 und 1974 wurden statt der Irish Open die Carroll’s International ausgetragen. 
Seit 2015 wird das Turnier im Mai mit der Bezeichnung Dubai Duty Free Irish Open hosted by the Rory Foundation unter der Schirmherrschaft von Rory McIlroy und an wechselnden Veranstaltungsorten abgehalten. Seit 2017 ist es eines der acht Turniere der Rolex Series, das Preisgeld beträgt sieben Millionen US-Dollar.